# Seznam uměleckých realizací ve veřejném prostoru v Libni
Seznam uměleckých realizací v Libni v Praze 7, 8 a 9 obsahuje tvorbu výtvarných umělců umístěnou ve veřejném prostoru v katastrálním území Libeň. Seznam je řazen podle ulic a nemusí být úplný.

## Seznam uměleckých realizací
| Název                                                                   | Fotografie                                                                                | Lokace                                                              | Autor                                                                          | Rok       | Popis                                           | Poznámka |
| ----------------------------------------------------------------------- | ----------------------------------------------------------------------------------------- | ------------------------------------------------------------------- | ------------------------------------------------------------------------------ | --------- | ----------------------------------------------- | --- |
| Plastika Pythagorova věta pro atrium ZŠ Na Slovance                     |                                                                                           | Bedřichovská 1960/1 50°7′29,81″ s. š., 14°28′45,07″ v. d.           | Josef Kletvík (1938–2017) Ctirad Stehlík (1938–2004)                           | 1972–1974 | socha                                           | základní škola, atrium |
| Emblém ortopedické kliniky                                              | Kategorie „Emblém Ortopedie“ na Wikimedia Commons                                         | Budínova 67/2 50°6′56,69″ s. š., 14°27′52,03″ v. d.                 | Zdeněk Šputa (1916–2014) Vladimír Černický (*1929)                             | 1978      | znak, měď                                       | Fakultní nemocnice Bulovka, Pavilon 13 - Ortopedie |
| Reliéf "Pohyb"                                                          | Kategorie „Pohyb (Josef Klimeš)“ na Wikimedia Commons                                     | Budínova 67/2 50°6′56,76″ s. š., 14°27′49,26″ v. d.                 | Josef Klimeš (1928–2018)                                                       | 1978      | reliéf, dřevo                                   | Fakultní nemocnice Bulovka, Pavilon 13 - Ortopedie |
| Mužská postava                                                          |                                                                                           | Budínova 67/2 50°6′56,68″ s. š., 14°27′49,08″ v. d.                 | Václav Markup (1904–1995)                                                      | 1978      | socha, dřevo                                    | Fakultní nemocnice Bulovka, Pavilon 13 - Ortopedie |
| Olympijské kruhy                                                        |                                                                                           | Budínova 67/2 50°6′57,11″ s. š., 14°27′49,32″ v. d.                 | Karel Wünsch (*1932)                                                           | 1978      | sklo                                            | Fakultní nemocnice Bulovka, Pavilon 13 - Ortopedie, schodiště                                                                                                   |
| Poutač s nápisem pro kliniku                                            |                                                                                           | Budínova 67/2 50°6′56,93″ s. š., 14°27′50,46″ v. d.                 | Zdeněk Šputa (1916–2014) Vladimír Černický (*1929)                             | 1975      | informační systém, beton, slitiny železa        | Fakultní nemocnice Bulovka, Pavilon 13 - Ortopedie |
| Naděje - Milenci                                                        |                                                                                           | Budínova 67/2 50°6′57,25″ s. š., 14°27′38,43″ v. d.                 | Marta Taberyová (1930–2019)                                                    | 1985      | reliéf, keramika                                | Fakultní nemocnice Bulovka, Pavilon 15 - Gynekologie |
| Radostný svět dětí                                                      |                                                                                           | Budínova 67/2 50°6′56,54″ s. š., 14°27′39,87″ v. d.                 | Nikos Armutidis (*1953)                                                        | 1985      | reliéf, kámen                                   | Fakultní nemocnice Bulovka, Pavilon 15 - Gynekologie |
| Výtvarný prostorový poutač                                              | Kategorie „Výtvarný prostorový poutač (Pavilon 15)“ na Wikimedia Commons                  | Budínova 67/2 50°6′56,49″ s. š., 14°27′41,11″ v. d.                 | Alois Ingr (*1943)                                                             | 1986      | informační systém, kov                          | Fakultní nemocnice Bulovka, Pavilon 15 - Gynekologie |
| Plamen                                                                  | Kategorie „Plamen života (Vladimír Černický)“ na Wikimedia Commons                        | Budínova 67/2 50°6′56,17″ s. š., 14°27′48,84″ v. d.                 | František Vincenc Vingler (1911–1981) Vladimír Černický (*1929)                | 1978      | socha, bronz, beton                             | Fakultní nemocnice Bulovka, hlavní vstup |
| Dva elipsoidy                                                           | Kategorie „Dva elipsoidy (Čestmír Suška)“ na Wikimedia Commons                            | Českomoravská 50°6′12,29″ s. š., 14°29′32,6″ v. d.                  | Čestmír Suška (*1952)                                                          | 2020      | socha, ocel                                     | O2 Universum; vpravo a vlevo od vchodu |
| Fontána "Tři rackové" (†)                                               |                                                                                           | Českomoravská 50°6′16,04″ s. š., 14°29′0,23″ v. d.                  | Otto Sukup (1926–2012)                                                         | 1961      | fontána                                         | Balabenka, nádrž již bez plastiky zrušena 2007 při místní výstavbě                                                                                              |
| Památník ČKD Lokomotivka                                                | Kategorie „Monument near O2 Arena (Prague)“ na Wikimedia Commons                          | Českomoravská 50°6′12,89″ s. š., 14°29′39,8″ v. d.                  | František Anýž Josef Kulhánek                                                  | 2004      | nerezová ocel, bronz                            | odhaleno 27. března |
| Kříž                                                                    |                                                                                           | Čuprova 50°6′12,89″ s. š., 14°29′39,8″ v. d.                        | Zdeněk Ruffer (*1971)                                                          | 1993      | kámen, dřevo                                    | [ 17 ] |
| Pamětní deska Jaroslava Heyrovského                                     | Kategorie „Jaroslav Heyrovský plaque (Dolejškova)“ na Wikimedia Commons                   | Dolejškova 2155/3 50°7′23,94″ s. š., 14°27′58,13″ v. d.             | neuveden                                                                       | 1970–1989 | pamětní deska                                   | Ústav fyzikální chemie J. Heyrovského AV ČR |
| Doprava                                                                 | Kategorie „Relief in Českomoravská metro station (Vladimír Janouch)“ na Wikimedia Commons | Drahobejlova 50°6′23,04″ s. š., 14°29′34,26″ v. d.                  | Ladislav Janouch (*1944)                                                       | 1990      | reliéf, keramika                                | Metro B-Českomoravská, vestibul |
| Kovová kašna s plastikou (†)                                            |                                                                                           | Elsnicovo náměstí 50°6′24,51″ s. š., 14°28′18,65″ v. d.             | Miroslav Jirava (1931–2002)                                                    | 1965–1966 | fontána, kov                                    | vzniklo v areálu Libeňských loděnic, odstraněno |
| Vlasy ve větru                                                          | Kategorie „Vlasy ve větru (Josef Klimeš)“ na Wikimedia Commons                            | Chlumčanského 1496/7 50°6′54,65″ s. š., 14°28′3,44″ v. d.           | Josef Klimeš (1928–2018)                                                       | 1979      | socha, pískovec                                 | ubytovna sester, exteriér |
| Nekonečná cesta                                                         |                                                                                           | Koželužská 50°6′18,63″ s. š., 14°28′17,69″ v. d.                    | Čestmír Suška (*1952)                                                          |           | skulptura, kov                                  | Palmovka park II |
| Basketbalista                                                           |                                                                                           | Libeňský ostrov                                                     | Zdeněk Němeček (1931–1989)                                                     | 1975      | socha, laminát                                  | Ateliér Zdeňka Němečka |
| Míčový kouzelník                                                        |                                                                                           | Libeňský ostrov 50°6′18,49″ s. š., 14°27′51,37″ v. d.               | Zdeněk Němeček (1931–1989)                                                     | 1983      | socha, laminát                                  | Ateliér Zdeňka Němečka |
| Gymnasta                                                                |                                                                                           | Libeňský ostrov 50°6′18,78″ s. š., 14°27′51,95″ v. d.               | Zdeněk Němeček (1931–1989)                                                     | 1979      | socha, laminát                                  | Ateliér Zdeňka Němečka |
| Zvítězím                                                                |                                                                                           | Libeňský ostrov 50°6′19,25″ s. š., 14°27′51,81″ v. d.               | Zdeněk Němeček (1931–1989)                                                     | 1972      | socha, laminát                                  | Ateliér Zdeňka Němečka |
| Cyklisti                                                                |                                                                                           | Libeňský ostrov 50°6′18,93″ s. š., 14°27′52,22″ v. d.               | Zdeněk Němeček (1931–1989)                                                     |           | socha, laminát                                  | Ateliér Zdeňka Němečka |
| Závod                                                                   |                                                                                           | Libeňský ostrov 50°6′19,24″ s. š., 14°27′53,58″ v. d.               | Zdeněk Němeček (1931–1989)                                                     |           | socha, laminát                                  | Ateliér Zdeňka Němečka |
| Skokanka do vody                                                        |                                                                                           | Libeňský ostrov 50°6′18,97″ s. š., 14°27′53,83″ v. d.               | Zdeněk Němeček (1931–1989)                                                     | 1989      | socha, laminát                                  | Ateliér Zdeňka Němečka |
| Olympijská Lípa                                                         | Kategorie „Olympijská Lípa (Zdeněk Němeček)“ na Wikimedia Commons                         | Libeňský ostrov 50°6′18,98″ s. š., 14°27′50,92″ v. d.               | Zdeněk Němeček (1931–1989)                                                     | 1966      | plastika                                        | Ateliér Zdeňka Němečka menší varianta originálu vztyčeného na olympijské regatě v Tallinu, svařeno z kotev pískařských lodí vylovených ze slepého ramene Vltavy |
| Sedící dívka                                                            | Kategorie „Sedící dívka (Julius Lankáš)“ na Wikimedia Commons                             | Na Malém klínu 1710/4 50°7′35,64″ s. š., 14°28′22,87″ v. d.         | Julius Lankáš (1909–1991)                                                      | 1985      | socha, pískovec                                 | volný prostor |
| Soukolí (Moderní doprava)                                               | Kategorie „Soukolí (sculpture by Alexius Appl)“ na Wikimedia Commons                      | Na Žertvách 50°6′16,03″ s. š., 14°28′32,76″ v. d.                   | Alexius Appl (*1944)                                                           | 1987–1990 | socha, nerezová ocel                            | Metro B-Palmovka, vestibul |
| Reliéf s erbem Libně                                                    |                                                                                           | Na Žertvách 50°6′12,77″ s. š., 14°28′24,6″ v. d.                    |                                                                                |           | reliéf, kov                                     | Metro B-Palmovka, vestibul |
| Víla Rokytka                                                            |                                                                                           | Nad Kolčavkou 50°6′29,49″ s. š., 14°28′54,18″ v. d.                 | Jan Švadlenka (*1963)                                                          | 2017      | socha, dubové dřevo                             | u Rokytky poblíž Kolčavky |
| Naděje, Láska a Víra                                                    | Kategorie „Sousoší v Praze na Krejcárku“ na Wikimedia Commons                             | Novovysočanská 50°6′0,04″ s. š., 14°29′3,62″ v. d.                  | Petr Váňa (*1965)                                                              | 2020      | skulptura, pískovec                             | |
| Život hrou                                                              | Kategorie „Statues of 3 ice skaters, Prague“ na Wikimedia Commons                         | Ocelářská 50°6′20,8″ s. š., 14°29′38,38″ v. d.                      | Lea Vivot (*1948)                                                              | 2001      | socha, bronz                                    | před O2 Arénou |
| Fragment                                                                | Kategorie „Fragment (Jiří Kačer)“ na Wikimedia Commons                                    | Park Podviní 50°6′41,6″ s. š., 14°29′31,66″ v. d.                   | Jiří Kačer (*1952)                                                             | 2003      | socha, leštěná žula                             | park |
| Pocta geometrii                                                         | Kategorie „Pocta geometrii (Stanislav Kolíbal)“ na Wikimedia Commons                      | Pátkova 50°6′56,66″ s. š., 14°26′56,73″ v. d.                       | Stanislav Kolíbal (*1925)                                                      | 2021      | socha, polychromovaný nerez                     | odhaleno 6. května; Matematicko-fyzikální fakulta ČVUT |
| Keramický reliéf                                                        |                                                                                           | Pátkova 2135/1 50°6′57,73″ s. š., 14°26′34,87″ v. d.                | Lydie Hladíková (1925–1994) Děvana Mírová (1922–2003) Marie Rychlíková (*1923) | 1987      | reliéf, částečně glazovaná keramika             | Kolej UK - 17. listopadu |
| Keramický reliéf                                                        |                                                                                           | Pátkova 2136/3 50°6′59,89″ s. š., 14°26′32,54″ v. d.                | Helena Samohelová (*1941)                                                      | 1987      | reliéf, částečně glazovaná keramika             | Kolej UK - 17. listopadu |
| Objekt s figurálními reliéfy pro VŠ koleje                              | Kategorie „Objekt s figurálními reliéfy (Olbram Zoubek)“ na Wikimedia Commons             | Pátkova 2137/5 50°6′57,12″ s. š., 14°26′32,11″ v. d.                | Olbram Zoubek (1926–2017)                                                      | 1987      | reliéf, sklolaminát                             | Kolej UK - 17. listopadu |
| Pomník padlým v květnu 1945                                             | Kategorie „Pomník padlým v květnu 1945 u mostu Barikádníků“ na Wikimedia Commons          | Pátkova 50°6′52,05″ s. š., 14°26′41,84″ v. d.                       | Jan Hendrych (*1936)                                                           | 1983      | památník                                        | u mostu Barikádníků |
| Barikádníci                                                             | Kategorie „Barikádníci“ na Wikimedia Commons                                              | Pátkova 50°6′56,31″ s. š., 14°26′53,67″ v. d.                       | Josef Malejovský (1914–2003) Josef Polák Jan Polák                             | 1984      | pomník, bronz                                   | u mostu Barikádníků |
| Plastika pro Ústav teorie a informací                                   | Kategorie „Plastika pro Ústav teorie a informací (Ivan Racek)“ na Wikimedia Commons       | Pod vodárenskou věží 1143/4 50°7′22,6″ s. š., 14°28′12,34″ v. d.    | Ivan Racek (1924–2003)                                                         | 1974      | socha, pískovec                                 | Ústav teorie informace a automatizace AV ČR |
| Fontána před vysočanskou nemocnicí (†)                                  |                                                                                           | Sokolovská 50°6′32,21″ s. š., 14°29′36,76″ v. d.                    | Miroslav Jirava (1931–2002)                                                    | 1961      | fontána, beton, umělý kámen                     | park, odstraněno před 1999 |
| Vinobraní                                                               | Kategorie „Vinobraní (Jiří Kryštůfek)“ na Wikimedia Commons                               | Sokolovská 1996/179 50°6′21,63″ s. š., 14°29′9,09″ v. d.            | Jiří Kryštůfek (1932–2014)                                                     | 1989–1990 | socha, vápenec                                  | volný prostor |
| Pamětní deska S. K. Neumanna (†)                                        |                                                                                           | U Hercovky 752/1 50°7′9,32″ s. š., 14°26′57,38″ v. d.               | Karel Lidický (1900–1976) Bedřich Hanák (1923–1987)                            | 1975      | busta, bronz, žula                              | usedlost Hercovka |
| Herní prvek                                                             | Kategorie „Herní prvek (Dagmar Kovalčíková)“ na Wikimedia Commons                         | U Libeňského pivovaru 1139/15 50°6′30,39″ s. š., 14°28′28,57″ v. d. | Dagmar Kovalčíková (*1951) arch. Vít Kovalčík                                  | 1988      | herní prvek; železo, slitiny                    | dětské hřiště ve vnitrobloku |
| Pítko ve vnitrobloku činžovních domů (†)                                |                                                                                           | U Libeňského pivovaru 50°6′30,9″ s. š., 14°28′28,4″ v. d.           | Lubomír Růžička (*1938) Ing. arch. Vít Kovalčík                                | 1983      | pítko, mramor                                   | vnitroblok, odstraněno |
| Kaskádová kašna a bazén                                                 |                                                                                           | U Libeňského zámku 1/2 50°6′27,62″ s. š., 14°28′16,22″ v. d.        | Václav Vejdovský (*1925) Jaroslav Rejthar (*1923)                              | 1976      | fontána, bronz beton                            | Libeňský zámek, nádvoří |
| Pomník Václava Dolejška                                                 | Kategorie „Václav Dolejšek Memorial“ na Wikimedia Commons                                 | U Slovanky 50°7′26,83″ s. š., 14°28′0,75″ v. d.                     | František Svátek (*1945)                                                       | 2019      | ocel, žula                                      | odhaleno 27. června; park, areál ústavů Akademie věd ČR |
| Památník Operace Anthropoid                                             | Kategorie „Památník Operace Anthropoid“ na Wikimedia Commons                              | V Holešovičkách 50°7′4,2″ s. š., 14°27′54,71″ v. d.                 | David Moješčík (*1974)                                                         | 2009      | ocel                                            | odhaleno 27. května; křižovatka Vychovatelna |
| Kašna s rostlinným motivem                                              | Kategorie „Kašna s reliéfem rostlinného motivu (Libeň)“ na Wikimedia Commons              | V Holešovičkách 50°7′4,52″ s. š., 14°27′53,44″ v. d.                | František Häckel (*1937) Jiří Trnka (1940–2002)                                | 1983      | fontána, žula                                   | atrium křižovatky Vychovatelna |
| Emblém pro Matematicko-fyzikální fakultu UK                             | Kategorie „Emblém pro MFF UK (Zdeněk Kolářský)“ na Wikimedia Commons                      | V Holešovičkách 747/2 50°6′53,67″ s. š., 14°26′55,67″ v. d.         | Zdeněk Kolářský (1931–2022)                                                    | 1979      | emblém, bronz                                   | Matematicko-fyzikální fakulta UK |
| Výtvarné řešení chladicích věží Matematicko-fyzikální fakulty – Praha 7 | Kategorie „Chladicí věže MFF UK v Libni“ na Wikimedia Commons                             | V Holešovičkách 747/2 50°6′54,84″ s. š., 14°26′58,27″ v. d.         | Miloslav Chlupáč (1920–2008) Karel Prager (1923–2001)                          | 1976      | architektonický prvek; beton, zbuzanský vápenec | Matematicko-fyzikální fakulta UK |
| Prométheus                                                              | Kategorie „Prométheus (Václav Frydecký)“ na Wikimedia Commons                             | V Holešovičkách 747/2 50°6′53,37″ s. š., 14°26′55,17″ v. d.         | Václav Frydecký (1931–2011) Zdeněk Fridrich (*1949) Karel Prager (1923–2001)   | 1979      | socha, bronz                                    | Matematicko-fyzikální fakulta UK |
| Busta Václava Petržílky                                                 | Kategorie „Busta Václava Petržílka (Libeň)“ na Wikimedia Commons                          | V Holešovičkách 747/2 50°6′54,59″ s. š., 14°26′59,54″ v. d.         | Zdeněk Kolářský (1931–2022)                                                    | 1970–1979 | busta, bronz                                    | Matematicko-fyzikální fakulta UK |
| Keramický obklad stěn auly                                              |                                                                                           | V Holešovičkách 747/2 50°6′54,66″ s. š., 14°27′0,07″ v. d.          | Lydie Hladíková (1925–1994) Děvana Mírová (1922–2003) Marie Rychlíková (*1923) | 1978      | keramický obklad, kamenina                      | Matematicko-fyzikální fakulta UK, aula |
| Růža Červená, mladší                                                    |                                                                                           | Voctářova 50°6′20,88″ s. š., 14°28′14,76″ v. d.                     | Tomáš Machek, Side 2                                                           | 2004      | socha                                           | CowParade Praha 2004 |
| Červený květ                                                            | Kategorie „Červený květ (Jiří Kryštůfek)“ na Wikimedia Commons                            | Zenklova 50°6′14,95″ s. š., 14°28′24,45″ v. d.                      | Jiří Kryštůfek (1932–2014)                                                     | 1970      | socha, mramor                                   | Palmovka, před synagogou |
| Kovová kašna                                                            | Kategorie „Kovová kašna (Palmovka)“ na Wikimedia Commons                                  | Zenklova 50°6′8,78″ s. š., 14°28′22,55″ v. d.                       | Rohan                                                                          | 1965      | fontána, slitiny železa                         | Palmovka, park |
| Dívka s kolem                                                           | Kategorie „Jindřiška Nováková“ na Wikimedia Commons                                       | Zenklova 26/52 50°6′27,22″ s. š., 14°28′21,43″ v. d.                | Lukáš Wagner (*1978)                                                           | 2022      | pomník; kov                                     | na památku Jindřišky Novákové; nádvoří základní školy Bohumila Hrabala                                                                                          |